# Jordan Clark (cầu thủ bóng đá Anh)
Jordan Charles Clark (sinh ngày 22 tháng 9 năm 1993) là một cầu thủ bóng đá  chuyên nghiệp người Anh thi đấu ở vị trí tiền vệ cho Luton Town.